# Pierre-Gilles Lakafia
Pierre-Gilles Lakafia (13 de março de 1987) é um jogador de rugby sevens francês.

## Carreira
Pierre-Gilles Lakafia integrou o elenco da Seleção Francesa de Rugbi de Sevens, na Rio 2016, que foi 7º colocada.